# Phi Andromedae

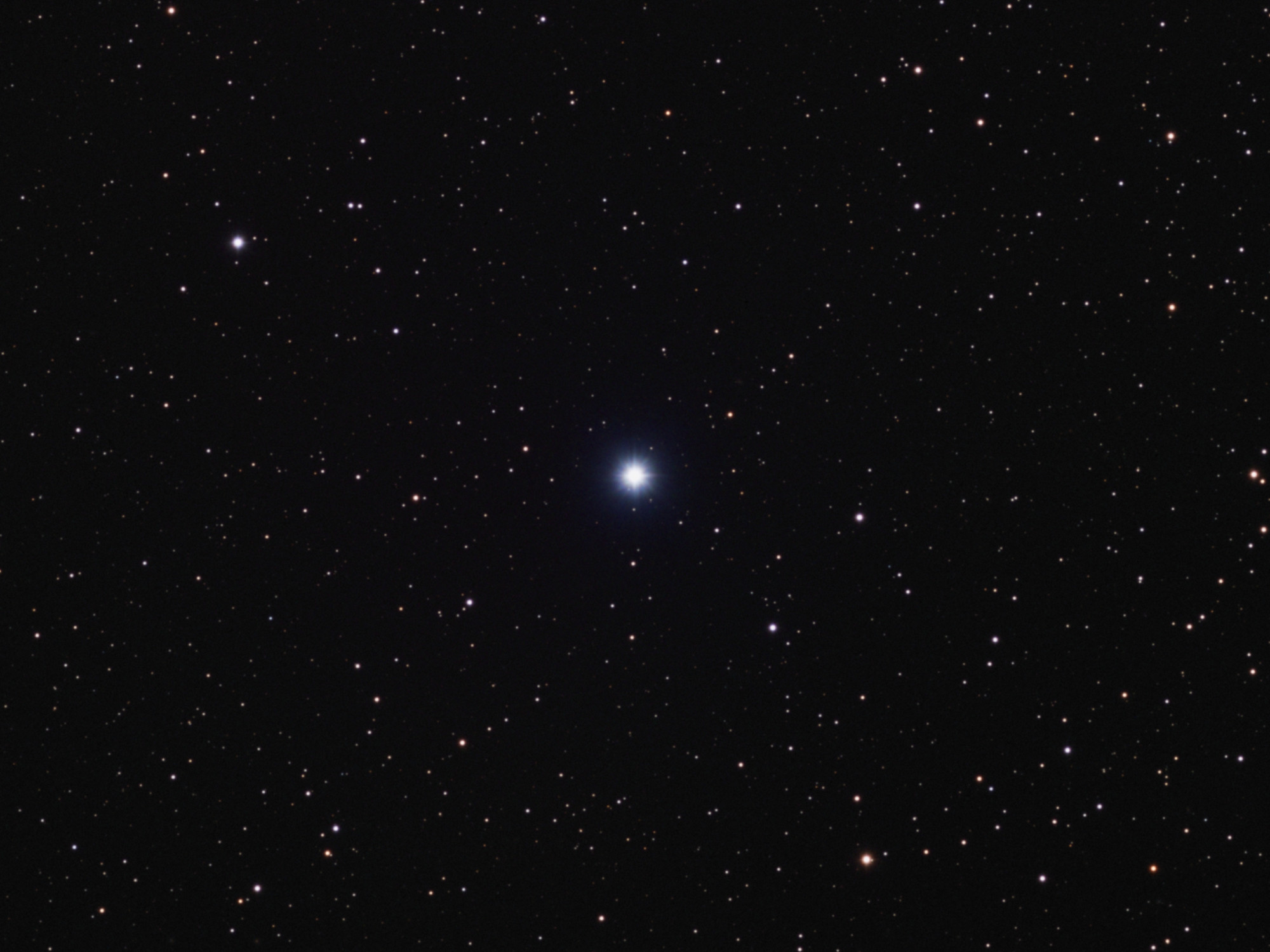
φ Andromedae im optischen Licht

φ Andromedae (Phi Andromedae, kurz φ And) ist ein dem bloßen Auge lichtschwach erscheinender Doppelstern im Sternbild Andromeda. Er ist im Norden dieses Sternbilds an der Grenze zur Kassiopeia gelegen. Seine scheinbare Gesamthelligkeit beträgt 4,25m. Nach Parallaxen-Messungen der Raumsonde Hipparcos ist er etwa 720 Lichtjahre von der Erde entfernt, doch ist dieser Wert mit einer großen Messungenauigkeit behaftet.
Die beiden Komponenten von φ And stehen einander von der Erde aus betrachtet mit einer (im Jahr 2021 gemessenen) Winkeldistanz von 0,5 Bogensekunden sehr nahe, was ihre Trennung selbst in einem großen Teleskop sehr erschwert. Die etwa 4,59m helle Hauptkomponente φ And A wird häufig als Hauptreihenstern der Spektralklasse B7 Ve klassifiziert, doch stufen sie manche Studien als Riesenstern des Spektraltyps B5 IIIe, der Astronom Jim Kaler als B6-Unterriese ein. Letztgenannter Wissenschaftler errechnete auch, dass φ And A etwa 5,5 Sonnenmassen, 7,6 Sonnendurchmesser und 1980 Sonnenleuchtkräfte besitzt. Die äußere Atmosphäre dieses Sterns ist mit einer Temperatur von rund 13500 Kelvin deutlicher heißer als jene der Sonne. φ And A ist ein Be-Stern und sein Spektrum besitzt daher deutlich ausgeprägte Wasserstoff-Emissionslinien, die von einer abgeflachten zirkumstellaren Scheibe aus heißem Gas stammen. Die projizierte Rotationsgeschwindigkeit des schnell rotierenden Sterns beträgt circa 75 km/s. Die Polachse des Sterns ist ungefähr um 20° gegen die Sichtlinie zur Erde geneigt.
Die lichtschwächere, etwa 5,61m helle Komponente φ And B ist ein Hauptreihenstern des Spektraltyps B9 V. Die Bahnelemente des Orbits, auf dem die beiden Komponenten einander umkreisen, sind schwierig zu bestimmen. Sie umlaufen einander mit einer Periode von etwa 554 Jahren, doch ist dieser Wert mit einer Unsicherheit von 67 Jahren behaftet. Die große Halbachse der Bahn beträgt 0,573 ± 0, 051 Bogensekunden, die Exzentrizität 0,385 ± 0,043 und die Inklination (142,2 ± 2,8)°. Aus diesen Bahnelementen errechnet sich die Gesamtmasse der beiden Sterne zu 6,5 ± 2,8 Sonnenmassen.